# 天使の涙 (爆風スランプの曲)
「天使の涙」（てんしのなみだ）は1997年6月1日発売された爆風スランプ30枚目のシングル。

## 収録曲
1. 天使の涙
作詞:サンプラザ中野　作曲:パッパラー河合　編曲:西脇辰弥/爆風スランプ
2. カンカン
作詞:サンプラザ中野　作曲:ファンキー末吉　編曲:西脇辰弥/爆風スランプ
東武動物園「G-max」CMソング
3. 天使の涙<オリジナル・カラオケ>
作詞:サンプラザ中野　作曲:パッパラー河合　編曲:西脇辰弥/爆風スランプ

## 収録アルバム
- 怪物くん (#2)
- ハードボイルド (#1、album version)
- SINGLES (#1、album version)
- 決定版!爆風スランプ大全集2 〜The Very Best Of パッパラー河合〜 (#1、album version)